# Altes Rathaus (Eckernförde)

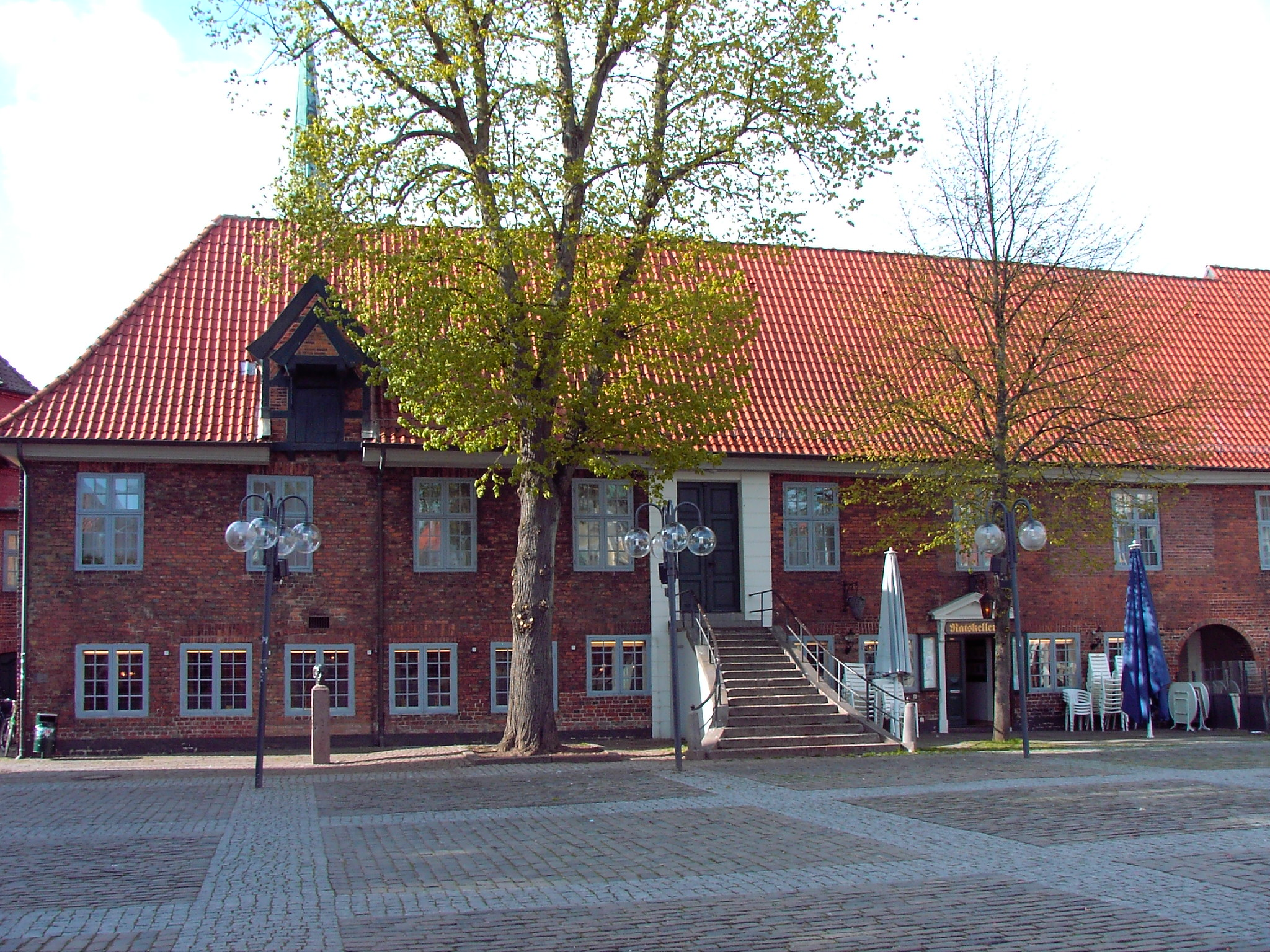
Das Alte Rathaus Eckernförde 2005

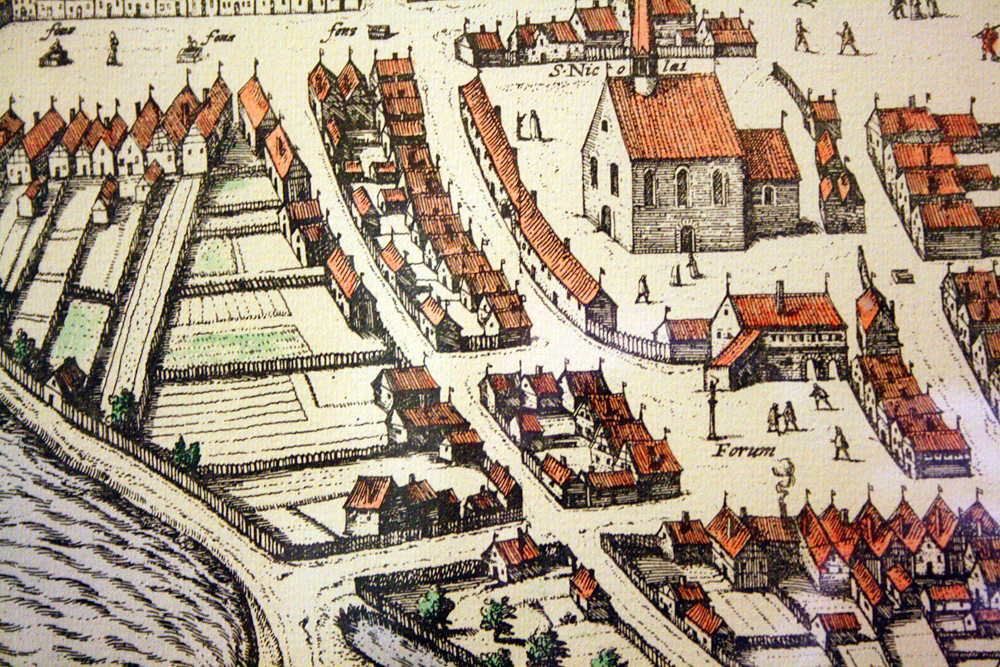
Der Kupferstich von Braun & Hogenberg zeigt vor der Kirche auch das Rathaus am Ende des 16. Jahrhunderts

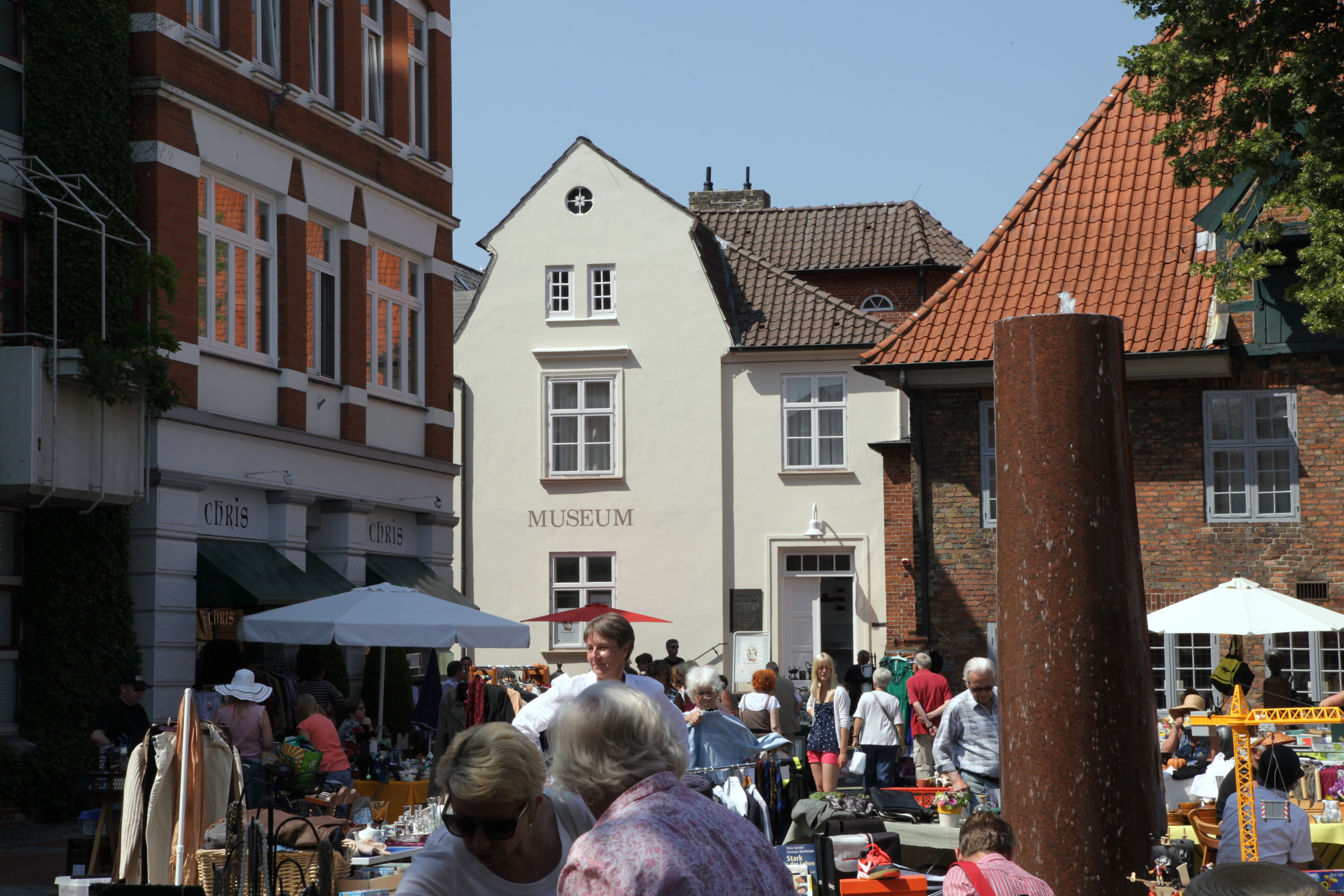
Das alte Stadtbauamt links vom Hauptgebäude des Alten Rathauses

Das Alte Rathaus gilt als bedeutendster Profanbau der Stadt Eckernförde. Das Gebäude steht auf der Liste der Kulturdenkmale in Eckernförde und beherbergt heute das Museum Eckernförde sowie weiterhin den seit spätestens dem 18. Jahrhundert bestehenden Ratskeller.

## Geschichte
Das Hauptgebäude des Alten Rathauses Eckernfördes wurde in der Mitte des 15. Jahrhunderts entweder direkt als Rathaus oder zunächst als Zeughaus errichtet. Eine erste Erweiterung des ursprünglichen Fachwerkbaus fand etwa 1560 in Richtung Osten statt, durch den der doppelbogige Durchgang zwischen Rathausmarkt und Kirchplatz entstand, der die dort zuvor offene Laube als Überdachung der Schlachterverkaufsstände ersetzte. 1588 wurde der 29 Meter lange und 210 Quadratmeter umfassende Bürgersaal im Obergeschoss ausgebaut. Auf dem Plan der Stadt von Georg Braun und Frans Hogenberg, der spätestens 1618 veröffentlicht wurde, ist ein stumpfwinkelig abzweigender Anbau, vermutlich ein überdachter Treppenaufgang zum ersten Stockwerk hinauf, an der damals westlichsten Gebäudeecke zu erkennen. Auf dem Rathausmarkt (Forum bei Braun/Hogenberg) stand der Pranger (auch: Ka(a)k). Ihn schmückte eine Roland-Figur mit Schwert und Rute als Symbol für die Stadtrechte, der von Hans Dirkes 1612 geschnitzt wurde. Etwa in den Jahren 1760 bis 1763 wurde das Rathausgebäude weiter in Richtung Osten bis an die Kurzebrückstraße (heutige Kieler Straße) heran erweitert. Die markante Freitreppe entstand 1836/37 nach dem Entwurf des Eckernförder Senators und Kunstmalers Hans Friedrich Baasch. Eine Erweiterung des Ratsbaues auch gen Westen generiert der Vergleich des Braun/Hogenberg-Stiches mit der heutigen Ansicht des Gebäudes, findet sich jedoch nicht beschrieben. Keine Angaben existieren über ein auf der Städteansicht von Braun/Hogenberg dargestelltes Hinterhaus zum Kirchplatz hin, das nicht zwingend zum Rathaus gehörte.
Rund ein halbes Jahrtausend lang bis 1984 diente das Bauwerk als Rathaus und wurde anschließend zum Museumsgebäude umgebaut. Der dabei wieder in ursprünglicher Größe hergerichtete Bürgersaal nimmt mit seinen etwa 210 Quadratmetern der Länge nach das gesamte Obergeschoss des bis 1760 bereits erbauten Rathausteils ein und diente früher dem Rat der Stadt als Versammlungssaal für die Ratsversammlung, für den Allmannsthing der Bürger, für die Gilden und Zünfte, für Gerichtsverfahren, für Hochzeitsveranstaltungen etc. Mindestens seit dem 18. Jahrhundert befindet sich im Erdgeschoss des vor 1560 errichteten Gebäudeteils der Ratskeller – hier hatte der Kunstmaler Asmus Carstens etwa 1770 eine Lehre als Küfer oder als Weinhändler begonnen. Das Lokal wurde nach Ende eines Pachtvertrages im Dezember 2023 geschlossen. Ein Wiederbetrieb wäre erst nach einer energetischen Sanierung sowie der Erneuerung der Lüftungs- und Brandschutztechnik mit Kosten von geschätzt 1,5 Mio. Euro möglich.
Ursprünglich war nach Angaben im Erdgeschoss die Ratswaage untergebracht. Vor dem Zweiten Weltkrieg befand sich mit eigenem Zugang die Polizeiwache im Ratsgebäude.
Ebenfalls unter Denkmalschutz steht das mit dem Rathaus-Hauptgebäude innen verbundene ehemalige Stadtbauamtsgebäude (heute Eingangsbereich des Museums), in dem zuletzt auch das Einwohnermeldeamt untergebracht war.